# Acianthera cabiriae
Acianthera cabiriae là một loài thực vật có hoa trong họ Lan. Loài này được Pupulin, G.A.Rojas & J.D.Zuñiga mô tả khoa học đầu tiên năm 2007.